# Jean Gol
Jean Gol (ur. 8 lutego 1942 w Londynie, zm. 17 września 1995 w Liège) – belgijski i waloński polityk oraz prawnik, przywódca walońskich liberałów, minister i wicepremier, poseł do Parlamentu Europejskiego.

## Życiorys
Urodził się w londyńskiej dzielnicy Hammersmith w Wielkiej Brytanii, dokąd w trakcie II wojny światowej uciekli jego żydowscy rodzice. Ukończył studia prawnicze na Uniwersytecie w Liège. Był wykładowcą akademickim, a także prowadził własną kancelarię prawną.
Działalność polityczną podjął w latach 70., przystępując do Zgromadzenia Walońskiego. Wraz z grupą działaczy tej partii i walońskimi działaczami ogólnokrajowej Partii na rzecz Wolności i Postępu w 1976 współtworzył Partię Reformatorsko-Liberalną. W latach 1979–1982 kierował po raz pierwszy tym ugrupowaniem, ponownie stanął na czele tego ugrupowania w 1992. Wraz z m.in. Antoinette Spaak działał na rzecz ścisłej współpracy francuskojęzycznych ugrupowań centrowych, wspierając działania, które doprowadziły do federacji PRL z FDF.
Pełnił szereg funkcji publicznych – w 1971 po raz pierwszy zasiadł w federalnej Izbie Reprezentantów, uzyskiwał reelekcję w kolejnych wyborach. Pełnił funkcję wicepremiera oraz ministra sprawiedliwości i reformy instytucjonalnej (1981–1988) oraz przejściowo (w 1985) funkcję ministra handlu zagranicznego. W 1994 uzyskał mandat posła do Parlamentu Europejskiego IV kadencji, należał do frakcji liberalnej. Zmarł w trakcie kadencji, do śmierci kierując walońskimi liberałami.

## Odznaczenia i wyróżnienia
- Wielki Oficer Orderu Leopolda i tytuł honorowy ministra stanu (Belgia)
- Wielki Oficer Legii Honorowej (Francja)
- Kawaler Wielkiego Krzyża Orderu Zasługi Republiki Włoskiej (Włochy)
- Krzyż Wielki Orderu Izabeli Katolickiej (Hiszpania)
- Krzyż Wielki Orderu Chrystusa (Portugalia)
- Wstęga Orderu Orła Azteków (Meksyk)[1]